# Samsung Galaxy S8
Samsung Galaxy S8, Samsung Galaxy S8+ a Samsung Galaxy S8 Active jsou telefony se systémem Android (s telefonem S8+, který je phabletový smartphone), které vyráběla společnost Samsung electronics jako osmou generaci série Samsung Galaxy S. Modely S8 a S8+ byly představeny 29. března 2017 a přímo následovaly modely Samsung Galaxy S7 a S7 Edge uvedené na trh v Severní Americe 21. dubna 2017 a s mezinárodním nasazením v průběhu dubna a května. Model S8 Active byl představen 8. srpna 2017 a byl exkluzivní pro některé operátory v USA.
Modely S8 a S8+ představují vylepšený hardware a hlavně změny designu oproti řadě S7, kromě větších obrazovek s vyšším poměrem stran a zakřivených hran na menších i větších modelech, rozpoznávání duhovky a obličeje, nové řady funkcí virtuálního asistenta (spolu s novým  fyzickým tlačítkem na spuštění asistenta), přechodem z nabíjení micro USB na nabíjení USB-C a doplňkem dokovací stanice Samsung DeX, která umožňuje používání telefonů s rozhraním pracovní plochy s podporou klávesnice i myši. Model S8 Active je vyroben z tvrdších materiálů určených na ochranu proti nárazům, rozbití vodou a prachem. S kovovým rámem a pevnou texturou pro lepší uchopení má model S8 Active robustní design. Obrazovka S8 Active má stejnou velikost jako standardní model S8, ale ztrácí zakřivené hrany ve prospěch kovového rámu.
Modely S8 a  S8+ získaly převážně pozitivní hodnocení. Byl chválen jejich design, též se líbil aktualizovaný software a optimalizace kamery. Kritika se týkala duplicitních softwarových aplikací, nevýrazné funkce Bixby při jejím spuštění a za umístění snímače otisků prstu na zadní straně fotoaparátu. Ukázalo se, že skenery duhovky a obličeje mohou být zmatené vhodnými fotografiemi uživatele.
Modely S8 a S8+ byly poměrně hodně kupované. Během předprodeje bylo v Jižní Koreji rezervovaných rekordních milion kusů a celkové prodeje byly o 30 % vyšší než u Galaxy S7. Následné zprávy v květnu však oznámily prodej více než pět milionů kusů, což bylo výrazně nižší číslo v porovnání s předcházejícími modely série Galaxy S.
Dne 11. března 2018 Samsung spustil prodej nástupce modelu S8, Samsung Galaxy S9.
Podpora řady Galaxy S8 byla ukončena v roce 2021.